# Marion Hänsel
Marion Hänsel (Marsiglia, 12 febbraio 1949 – Woluwe-Saint-Pierre, 8 giugno 2020) è stata un'attrice, regista e produttrice cinematografica belga.

## Biografia
Nacque a Marsiglia, in Francia, e crebbe ad Anversa. Si trasferì a New York per frequentare l'Actor's Studio e successivamente andò a Parigi per studiare arte circense sotto la guida di Annie Fratellini. Raggiunse la notorietà nel 1982 con la regia di Le lit.

## Filmografia

### Attrice

#### Cinema
- L'une chante, l'autre pas, regia di Agnès Varda (1977)

#### Televisione
- Les enquêtes du commissaire Maigret (1982)

### Regista e produttrice
- Le lit (1982)
- Polvere (Dust) (1985)
- Les noces barbares (1987)
- Il maestro (1989)
- Sulla terra come in cielo (Sur la terre comme au ciel) (1992)
- Between the Devil and the Deep Blue Sea (1995)
- The Quarry - La cava (The Quarry) (1998)
- Nuages: Lettres à mon fils (2001)
- Si le vent soulève les sables (2006)

## Premi e riconoscimenti
Mostra internazionale d'arte cinematografica di Venezia - 1985
Migliore opera prima - Polvere (Dust)
Premio Magritte - 2022
Premio Magritte onorario